# Masacre de Llaugueda (2023)
La masacre de Llaugueda ocurrió el 29 de agosto de 2023 en las afueras de la ciudad peruana de Otuzco. El suceso dejó tres fallecidos, uno de ellos de nacionalidad china.

## Descripción
Llaugueda es una localidad considerada un punto caliente del comercio ilegal, incluido la minería informal y otras actividades ilícitas. Se registró que el 29 de agosto las tres víctimas estaban en la localidad para la exploración de minas de carbón, cuando se dirigían a las minas fueron interceptados por sus atacantes que dispararon contra la camioneta, uno de los que estaban adelante recibió los primeros disparos, mientras que los otros dos intentaron huir pero también fueron ejecutados. El vehículo llegó a recibir cincuenta impactos de fusil.
La Policía Nacional del Perú acudió con doce oficiales desde Otuzco al lugar por la llamada de los pobladores, identificando a la camioneta con la placa TCT 893 perteneciente a la Constructora Paramax SAC, de la identidad de las víctimas, dos eran peruanos, los ciudadanos Jorge Luis Sauna Reyes y Cristóbal Mendoza Tantarico, y el tercero que recién el 4 de septiembre del mismo año se identificó, siendo el empresario Xu Wanshun de origen chino.
Los cuerpos fueron dirigidos a la morgue de Trujillo.

## Hechos posteriores
El Ministerio Público designó a la Fiscalía Provincial Mixta Corporativa de Otuzco realizar las respectivas investigaciones, y la Cancillería peruana inició las gestiones con la embajada china para la repatriación de los restos de Xu a la República Popular China.
La PNP dijo que la masacre se originó por el temor de las mineras informales a la instalación de una compañía legal, de la cual Xu era representante, en Llaugueda.